# کلاگی، گامبیا
کلاگی (به لاتین: Kalagi) یک منطقهٔ مسکونی در گامبیا است که در West Coast Division واقع شده‌است. کلاگی ۲٬۸۲۵ نفر جمعیت دارد.